# 도요오카촌 (아키타현)
도요오카촌(豊岡村)은 아키타현 센보쿠군에 있던 촌이다. 현재의 다이센시 북동부, 사이나이 강 우안에 해당한다.

## 역사
- 1889년 4월 1일 - 정촌제 시행에 의해 3촌의 구역으로 성립하였다.
- 1955년 3월 31일 - 시미즈촌, 도요카와촌, 나가노정이 합병해 나카센정이 성립해, 동일 도요오카촌은 폐지되었다.